# Saison 3 du Disney Parade
Chronologie
Saison 2 Saison 4
Voici le détail de la troisième saison de l'émission Disney Parade diffusée sur TF1 du 2 septembre 1990 au 25 août 1991.

## Animateurs et Fiche technique

### Les Animateurs
Tout au long de son existence l’émission a eu de manière quasi-ininterrompue deux animateurs. Ce tandem fille/garçon reposait au cours de cette saison sur :
- Jean-Pierre Foucault
- Anne

### Fiche de l'émission
- Réalisation : Laurent Villevielle
- Production : Gérard Louvin
- Société de production : Buena Vista Television

## Courts-métrages classiques diffusés
- Donald Duck
- Dingo
- Pluto

### Liste des courts-métrages classiques
Les dessins animés de l’émission étaient annoncés dans la rubrique Télé Disney du Journal de Mickey.
Voici une liste non exhaustive de ces derniers :
- Mascotte de l'armée (émission du dimanche 2 septembre 1990)[1]
- Donald est gardien de phare (émission du dimanche 9 septembre 1990)[2]
- Leçon de ski (émission du dimanche 16 septembre 1990)[3]
- Le Clown de la jungle (émission du dimanche 24 février 1991)
- Chasse gardée (émission du dimanche 10 mars 1991)[4]
- Donald chez les écureuils (émission du dimanche 31 mars 1991)
- Imagination débordante (émission du dimanche 7 avril 1991)
- Donald dans le Grand Nord (émission du 5 mai 1991)
- À l'attaque ! (émission du dimanche 16 juin 1991)
- Donald et Dingo marins (émission du dimanche 23 juin 1991)
- Donald visite le Grand Canyon (émission du dimanche 28 juillet 1991)
- Un dessin animé avec Pluto (émission du dimanche 4 août 1991)[5]
- Un dessin animé avec Donald et Pluto (émission du dimanche 11 août 1991)[6]
- Le crime ne paie pas (émission du dimanche 18 août 1991)

## Le Monde Merveilleux de Walt Disney et les séries
Le contenu du Monde merveilleux de Walt Disney était annoncé dans la rubrique Télé Disney du Journal de Mickey.
Voici une liste non exhaustive de ces derniers :

### Programmation
| Date                       | Le Monde Merveilleux de Walt Disney                | Séries                                                                       |
| -------------------------- | -------------------------------------------------- | ---------------------------------------------------------------------------- |
| dimanche 2 septembre 1990, | Donald perd la tête,                               | Balle de match, épisode La fugue                                             |
| dimanche 9 septembre 1990, | Chat Pacha, première partie,                       | Balle de match, épisode Bart sort de ses gonds                               |
| dimanche 16 septembre 1990 | Chat Pacha, seconde partie                         | Balle de match, épisode Déception                                            |
| dimanche 23 septembre 1990 | Deux pères et demi                                 | Balle de match, sixième épisode                                              |
| dimanche 30 septembre 1990 | Une journée de Pluto avec Mickey                   | Balle de match, septième épisode Farniente et entraînement                   |
| dimanche 7 octobre 1990    | Les Fantômes de Buxley Hall, première partie,      | Balle de match, huitième épisode                                             |
| dimanche 14 octobre 1990   | Les Fantômes de Buxley Hall, seconde partie        | Balle de match, neuvième épisode                                             |
| dimanche 21 octobre 1990   | Totalement Minnie                                  | Balle de match, dixième épisode                                              |
| dimanche 28 octobre 1990   | Les Célébrités d'Halloween,                        | Balle de match, onzième épisode                                              |
| dimanche 4 novembre 1990   | Papa épouse maman, première partie,                | Balle de match, douzième épisode                                             |
| dimanche 11 novembre 1990  | Papa épouse maman, seconde partie                  | Balle de match, douzième épisode                                             |
| dimanche 18 novembre 1990, | Donald, une étoile de canard,                      | Balle de match, treizième épisode                                            |
| dimanche 25 novembre 1990  | Appelez-moi Miss Catastrophe !                     | Balle de match, quatorzième épisode                                          |
| dimanche 2 décembre 1990   | Papa épouse maman, première partie                 | Balle de match, quinzième épisode                                            |
| dimanche 9 décembre 1990   | Papa épouse maman, seconde partie                  | Le secret de la mine abandonnée, premier épisode                             |
| dimanche 16 décembre 1990  | Un cadeau de Noël                                  | Le secret de la mine abandonnée, deuxième épisode                            |
| dimanche 23 décembre 1990, | Un nouveau Noël Disney                             | Le secret de la mine abandonnée, troisième épisode                           |
| dimanche 30 décembre 1990, | Capone, chien gangster, première partie            | Le secret de la mine abandonnée, quatrième épisode                           |
| dimanche 6 janvier 1991    | Capone, chien gangster, seconde partie             | Le secret de la mine abandonnée, cinquième épisode                           |
| dimanche 13 janvier 1991   | Capone, chien gangster, troisième partie           | Le secret de la mine abandonnée, sixième épisode                             |
| dimanche 20 janvier 1991   | Capone, chien gangster, quatrième partie           | Le secret de la mine abandonnée, septième épisode                            |
| dimanche 27 janvier 1991   | Opération Mildred, première partie                 | Le secret de la mine abandonnée, huitième épisode                            |
| dimanche 3 février 1991    | Opération Mildred, seconde partie                  | Le secret de la mine abandonnée, neuvième épisode                            |
| dimanche 10 février 1991   | Trafic en tout genre, première partie              | Le secret de la mine abandonnée, dixième épisode                             |
| dimanche 17 février 1991   | Trafic en tout genre, seconde partie               | Le secret de la mine abandonnée, onzième épisode                             |
| dimanche 24 février 1991   | Mickey's 60th Birthday                             | Le secret de la mine abandonnée, douzième épisode Découverte du Lac Augustin |
| dimanche 3 mars 1991,      | Une nouvelle vie, première partie                  | Le secret de la mine abandonnée, treizième épisode                           |
| dimanche 10 mars 1991,     | Une nouvelle vie, seconde partie                   | Le secret de la mine abandonnée, quatorzième épisode                         |
| dimanche 17 mars 1991      | Splash too, première partie                        | Le secret de la mine abandonnée, quinzième épisode                           |
| dimanche 24 mars 1991      | Splash too, seconde partie                         | Le secret de la mine abandonnée, seizième épisode                            |
| dimanche 31 mars 1991      | Donald aime Daisy                                  | Le secret de la mine abandonnée, dix-septième épisode                        |
| dimanche 7 avril 1991      | Une nouvelle vie                                   | Ma vie de baby-sitter, premier épisode : Le Pari                             |
| dimanche 14 avril 1991     | Chips, chien de combat, première partie            | Ma vie de babysitteur, second épisode : Ma sensibilité                       |
| dimanche 21 avril 1991     | Chips, chien de combat, seconde partie             | Ma vie de babysitteur, troisième épisode : Soins aux jeunes enfants          |
| dimanche 28 avril 1991     | (pas d'émission)                                   | (pas d'émission)                                                             |
| dimanche 5 mai 1991        | Le grand chapiteau des étoiles Disney              | Ma vie de babysitteur, quatrième épisode : Le Fils de King-Kong              |
| dimanche 12 mai 1991       | Une nouvelle vie                                   | Ma vie de babysitteur, cinquième épisode : Le plan                           |
| dimanche 19 mai 1991       | Le Vol du Blue Yonder, première partie             | Ma vie de babysitteur, sixième épisode : Rendez-vous manqué                  |
| dimanche 26 mai 1991       | Le Vol du Blue Yonder, seconde partie              | Ma vie de babysitteur, septième épisode : Fausse alerte                      |
| dimanche 2 juin 1991       | Une nouvelle vie                                   | Ma vie de babysitteur, huitième épisode : Le journal intime                  |
| dimanche 9 juin 1991       | Joyeux anniversaire Donald                         | Ma vie de babysitteur, neuvième épisode : Diner aux chandelles               |
| dimanche 16 juin 1991      | Rock'n'roll mom, première partie                   | Ma vie de babysitteur, dixième épisode : Règlement de comptes                |
| dimanche 23 juin 1991      | Rock'n'roll mom, seconde partie                    | Ma vie de babysitteur, onzième épisode : Un gigantesque goujat               |
| dimanche 30 juin 1991,     | Polly, première partie                             | La perfection n'existe pas, premier épisode: Uninvited Guest                 |
| dimanche 7 juillet 1991,   | Polly, seconde partie                              | La perfection n'existe pas, second épisode: Barney                           |
| dimanche 14 juillet 1991   |                                                    | La perfection n'existe pas, troisième épisode: Robo Mutt                     |
| dimanche 21 juillet 1991   | Une nouvelle vie                                   | La perfection n'existe pas, quatrième épisode: Teacher's Pest                |
| dimanche 28 juillet 1991   | Une nouvelle vie                                   | La perfection n'existe pas, cinquième épisode: Class Clown                   |
| dimanche 4 aout 1991,      | Le monstre de la baie aux fraises, première partie | La perfection n'existe pas, sixième épisode: Jinxed                          |
| dimanche 11 aout 1991      | Le monstre de la baie aux fraises, seconde partie  | La perfection n'existe pas, septième épisode: Dog Gone                       |
| dimanche 18 aout 1991,     | Le relais Cherokee, première partie                | La perfection n'existe pas, huitième épisode: Dog Pound Blues                |
| dimanche 25 aout 1991,     | La bande des trois en fuite, première partie       | La perfection n'existe pas, neuvième épisode: Hot Dog                        |

### Séries diffusées
- Balle de match: du dimanche 2 septembre 1990 au dimanche 2 décembre 1990
- Le secret de la mine abandonnée: du dimanche 9 décembre 1990 au dimanche 31 mars 1991
- Ma vie de babysitteur (My Life as a Babysitter): du dimanche 7 avril 1991 au dimanche 23 juin 1991
- La perfection n'existe pas: du dimanche 30 juin 1991 au dimanche 25 août 1991

## La rubrique des questions posées à Anne
Cette consistait en un ensemble de trois questions posées à Anne par les téléspectateurs de l'émission dans leur courrier. Voici une liste non exhaustive de ces questions, parmi lesquelles sont en vert celles n'ayant aucun lien avec l'univers de Disney. 
| Date            | Première question | Seconde question                                                                  | Troisième question                                                                              |
| --------------- | --- | --------------------------------------------------------------------------------- | ----------------------------------------------------------------------------------------------- |
| 24 février 1991 | Est-ce qu'il est vrai que les dessinateurs se regardaient dans un miroir pour trouver les bonnes mimiques des personnages ? | Quel élément est le plus convaincant chez les personnages de Walt Disney ?        | Qui est Monstro ?                                                                               |
| 31 mars 1991    | Est-ce que la série Splash too à un rapport avec le film Splash ?                                                           | Est-ce qu'il est vrai qu'il a fallu six ans pour faire La Belle au bois dormant ? | Qui sont Madame Médusa et Monsieur Snoops ?                                                     |
| 7 avril 1991    | Est-il vrai qu'un port Disney sera construit aux États-Unis ?                                                               | Pourquoi Donald a mauvais caractère ?                                             | Dans le film de Dick Tracy, est-ce que Madonna était très maquillée ou était-elle transformée ? |
| 14 avril 1991   | Comment Pluto est devenu le compagnon inséparable de Mickey ?                                                               | Comment faire un dessin animé?                                                    | Le personnage de Cendrillon a-t-il été créé par Walt Disney ?                                   |
| 28 avril 1991   | Les films Walt Disney ont-ils reçus beaucoup de prix et de récompenses?                                                     | Quels modèles ont servi à faire les méchantes du film Cendrillon?                 | Quel a été le plus important et le plus proche collaborateur de Walt Disney ?                   |
| 5 mai 1991      | Quel était le premier rôle de Donald?                                                                                       | De quand date le premier numéro du journal de Mickey ?                            | Qui fait la voix de Donald ?                                                                    |
| 23 juin 1991    | L'histoire de Blanche-Neige est-elle apparue en bande dessinée?                                                             | Existe-t-il d'autres adaptations de Cendrillon ?                                  | Comment est venue à Walt Disney l'idée de faire le film 20 000 lieues sous les mers ?           |
| 28 juillet 1991 | Quelle est la race de Lassie?                                                                                               | Est-ce que le lièvre fait partie des animaux qui court le plus vite ?             | Dans quel pays vie le panda géant ?                                                             |
| aout 1991       | Quels sont les différentes espèces de crocodile?                                                                            | À quelle sorte de crocodile appartient celui de Peter Pan ?                       | Y a-t-il déjà une oblitération premier jour sur des timbres concernant Mickey ?                 |
| 18 aout 1991    | Quels sports pratiques Anne ?                                                                                               | Qui écrit les chansons d'Anne ?                                                   | Combien des personnes travaille dans l'émission du Disney Parade ?                              |